# ريتشل ديفيد
ريتشل ديفيد هي صحفية كندية، ولدت في 16 يونيو 1990 في وايت روك في كندا.